# Andy Pimental
Andrew Pimental, conocido como Andy Pimental, es un regatista estadounidense de Newport (Rhode Island) y fundador del astillero Jibetech en 1989.
Ganó el Campeonato Mundial de Sunfish en 1984 y fue subcampeón en 1986.
En 1992 y 1993 fue subcampeón de los Estados Unidos con Carol Newman de tripulante en la clase Snipe, y en 2003 ganó el campeonato con  Kathleen Tocke de tripulante.
En la clase Laser ganó el Campeonato de América del Norte en categoría master en 2003.
Estuvo nominado a "Mejor Regatista del Año de Estados Unidos" en 2003, pero finalmente resultó elegido Augie Diaz. 